# Торьяк-де-Камарес
Торья́к-де-Камаре́с (фр. Tauriac-de-Camarès, окс. Tauriac de Camarés) — коммуна во Франции, находится в регионе Окситания. Департамент — Аверон. Входит в состав кантона Камарес. Округ коммуны — Мийо.
Код INSEE коммуны — 12275.
Коммуна расположена приблизительно в 570 км к югу от Парижа, в 130 км восточнее Тулузы, в 75 км к юго-востоку от Родеза.

## Население
Население коммуны на 2008 год составляло 58 человек.
| 1962 | 1968 | 1975 | 1982 | 1990 | 1999 | 2008 |
| ---- | ---- | ---- | ---- | ---- | ---- | ---- |
| 112  | 99   | 82   | 73   | 56   | 64   | 58   |

## Экономика

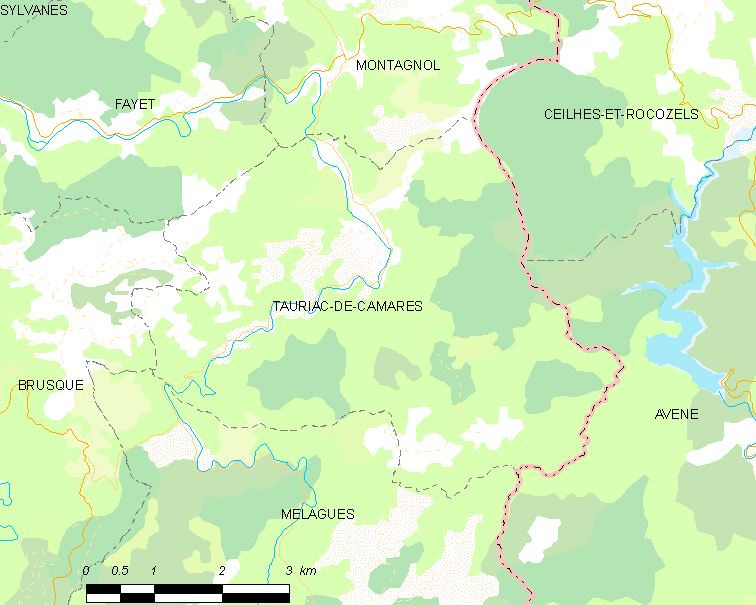
Карта коммуны

В 2007 году среди 36 человек в трудоспособном возрасте (15—64 лет) 24 были экономически активными, 12 — неактивными (показатель активности — 66,7 %, в 1999 году было 48,6 %). Из 24 активных работали 19 человек (9 мужчин и 10 женщин), безработных было 5 (3 мужчин и 2 женщины). Среди 12 неактивных 3 человека были учениками или студентами, 4 — пенсионерами, 5 были неактивными по другим причинам.